# Nowellia bicornis
Nowellia bicornis là một loài rêu tản trong họ Cephaloziaceae. Loài này được (Spruce) Fulford miêu tả khoa học lần đầu tiên năm 1968.